# Mashiro
Sakamoto Mashiro (japonês: 坂本舞白 / さかもと ましろ; hangul: 사카모토 마시로, Tóquio, 16 de dezembro de 1999) mais conhecida apenas como Mashiro (japonês: 舞白 / マ シロ ; hangul: 마시로), é uma cantora e dançarina japonesa. Foi integrante do grupo feminino Kep1er, formado em 2021 através do reality show de sobrevivência da Mnet, Girls Planet 999, no qual a artista ficou no oitavo lugar do ranking. Mashiro deixou o grupo em julho de 2024.

## Vida e carreira
Mashiro nasceu em Setagaya-ku, em Tóquio, no Japão. É filha única.

### Pré-estreia
No Japão, trabalhou como modelo e atriz, e em 2012 tornou-se membro do α bubby's (Alpha Bubby's).
Quando tinha 16 anos, em 2016, Mashiro viajou para a Coreia do Sul para perseguir seu sonho de se tornar um ídolo do K-Pop. Competiu na 12ª audição anual pública da JYP Entertainment, onde conquistou o segundo lugar conseguindo um contrato de estagiária com a empresa.
Mashiro foi responsável principalmente pelas posições de dançarina durante seus dias de estagiária. Ela fez parte do grupo de pré-estréia Girls 2TEAM de trainees que eventualmente formou o ITZY. Porém, ela não foi escolhida para a formação de estreia e deixou a empresa em 2018.
Mashiro foi trainee na Pledis Entertainment por um curto período após deixar a JYP. Juntou-se de seguida à empresa Stone Entertainment, onde estava planeado estrear no seu grupo feminino, juntamente com Lee Gaeun, Huh Yunjin, Natty, Lee Haein, Bae Eunyoung e Lee Sian, mas infelizmente o grupo não acabou por debutar.
Voltou por uns tempos para o Japão, onde teve vários trabalhos em part-time, até regressar para a Coréia.

### 2021-2024: Girls Planet 999, Kep1er
A 26 de maio de 2021, a 143 Entertainment revelou no Instagram que Mashiro era estagiária na empresa. 
No dia 7 de julho, Mashiro foi confirmada como concorrente no novo reality show da Mnet, Girls Planet 999, junto com outras participantes, através do trailer do prólogo publicado no YouTube. 
Seu perfil oficial foi divulgado em 19 de julho. O programa foi ao ar no dia 6 de agosto e terminou no dia 22 de outubro de 2021. 
Na final do show, foi revelado que ela alcançou o oitavo lugar, tornando-a integrante do Kep1er.
No dia 3 de Janeiro de 2022, Mashiro se estreou com o grupo com o lançamento do primeiro álbum First Impact.

### 2024-atualmente: Saída do Kep1er e entrada na MADEIN
Em julho de 2024, foi comunicado pela conta oficial do Kep1er que as integrantes Yeseo e Mashiro concluíram suas atividades oficialmente com a WAKEONE. Ambas as Ex-integrantes irão se juntar ao grupo MADEIN.